# Ivanivka, Lenine
Ivanivka (în ucraineană Іванівка) este un sat în așezarea urbană Baherove din raionul Lenine, Republica Autonomă Crimeea, Ucraina.

## Demografie
Componența lingvistică a localității Ivanivka
     Rusă (94,06%)
     Tătară crimeeană (5,02%)
     Alte limbi (0,91%)
Conform recensământului din 2001, majoritatea populației localității Ivanivka era vorbitoare de rusă (94,06%), existând în minoritate și vorbitori de tătară crimeeană (5,02%).